# Thunder Bay Airport

i7
i11
i13
Der Thunder Bay Airport (deutsch Flughafen Thunder Bay, IATA-Code: YQT, ICAO-Code: CYQT)  ist der internationale Flughafen der Stadt Thunder Bay in der kanadischen Provinz Ontario. Der Flughafen ist ein Platz des National Airports Systems und befindet sich im Eigentum von Transport Canada. Betrieben wird er von „Thunder Bay International Airports“. Thunder Bay Airport ist nach Passagierzahlen der sechzehntgrößte Flughafen in Kanada.

## Geschichte
1938 wurde der Flughafen unter dem Namen Fort William Municipal Airport eröffnet, unter anderem aus Gründen der Arbeitslosigkeit in der Region. Während des Zweiten Weltkrieges war der Flughafen Basis der britischen No. 2 Elementary Flying Training School als Teil des Commonwealth Air Training Plan.
1953 eröffnete das erste Terminalgebäude am Flughafen, dieses wurde 1963 weiter ausgebaut.
Im Jahr 1994 wurde ein neues Terminal gebaut, 1997 wurde der Flughafen von der kanadischen Regierung an die Non-Profit-Organisation Thunder Bay International Airport Authority übertragen.
2021 benannte der Betreiber des Flughafens, Canada Transport, den Flughafen aufgrund zu unregelmäßiger internationaler Flüge von Thunder Bay International Airport zu Thunder Bay Airport um.

## Service
Da der Platz durch Nav Canada als Airport of Entry klassifiziert ist und dort Beamte der Canada Border Services Agency (CBSA) stationiert sind, ist hier eine Einreise aus dem Ausland möglich.

## Airlines und Routen
Regelmäßig von dem Flughafen aus angeflogen werden Flughäfen in der Region wie Toronto Pearson, Toronto City, Winnipeg, Sioux Lookout sowie die Orte Geraldton (Greenstone), Saulte Sainte Marie und Dryden. Zu den häufig bedienten Destinationen gehört auch das US-amerikanische International Falls. Seltener und je nach Saison werden auch weitere internationale Flugziele u. a. in Mexiko und Kuba angeboten.
Folgende Airlines bedienen den Flughäfen durch reguläre Linienflüge:
- Air Canada Express
- Air Canada Rouge
- Bearskin Airlines
- Flair Airlines
- North Star Air
- Porter Airlines
- Sunwing Airlines
- Superior Airways (Charter)
- Wasaya Airways
- WestJet (Saisonal)
- WestJet Encore

## Verkehrszahlen
In der folgenden Tabelle sind die Verkehrszahlen des Flughafens Thunder Bay dargestellt, zu beachten ist der signifikante Rückgang an Passagieren durch die COVID-19-Pandemie.
| Jahr | Flugbewegungen | Passagiere |
| ---- | -------------- | ---------- |
| 2012 | 63.468         | -          |
| 2013 | 59.479         | 779.634    |
| 2014 | 60,823         | 776.945    |
| 2015 | 61.131         | 772.519    |
| 2016 | 62.040         | 807.041    |
| 2017 | 60.694         | 844.627    |
| 2018 | 61.626         | 869.404    |
| 2019 | 66.522         | 832.570    |
| 2020 | 44.973         | 292.865    |
| 2021 | 54.965         | 316.025    |